# Torró negre
El torró negre o guirlatxe (a no confondre amb el crocant o el torró) són unes darreries molt típiques de la mediterrània, especialment als territoris que havien format part de la Corona d'Aragó. És molt probable que també tinguin origen àrab com altres darreries amb ametlles.
A les Illes Balears i a la Catalunya Nord és autòcton i es diu 'torró negre' o 'torró cremat'. Un familiar més llunyà, del qual el guirlatxe podria ser el lligam, serien les ametlles garrapinyades, presents a tota la Mediterrània.
A Navarra seria semblant al 'torró roig' (turrón royo), però es considera que el guirlatxe conté anisats.
El terme guirlatxe semblaria que ve del francès «grillage», que vol dir torrat.
És de bon trobar a les pastisseries en làmines rectangulars o elaborats de forma rodona (quasi sempre cobert de xocolata) com si fos un bombó.